# Hyucheon-myeon
Hyucheon-myeon (koreanska: 휴천면)  är en socken i provinsen Södra Gyeongsang i den södra delen av Sydkorea, 250 km söder om huvudstaden Seoul. Den ligger i kommunen Hamyang-gun.